# Rinpungpa-Dynastie
| Tibetische Bezeichnung                     |
| ------------------------------------------ |
| Tibetische Schrift: རིན་སྤུངས་པ               |
| Wylie-Transliteration: rin spungs pa       |
| Andere Schreibweisen: Rinpungpa; Rinbungpa |
| Chinesische Bezeichnung                    |
| Vereinfacht: 仁蚌巴; 仁邦巴                |
| Pinyin:Renbangba                           |

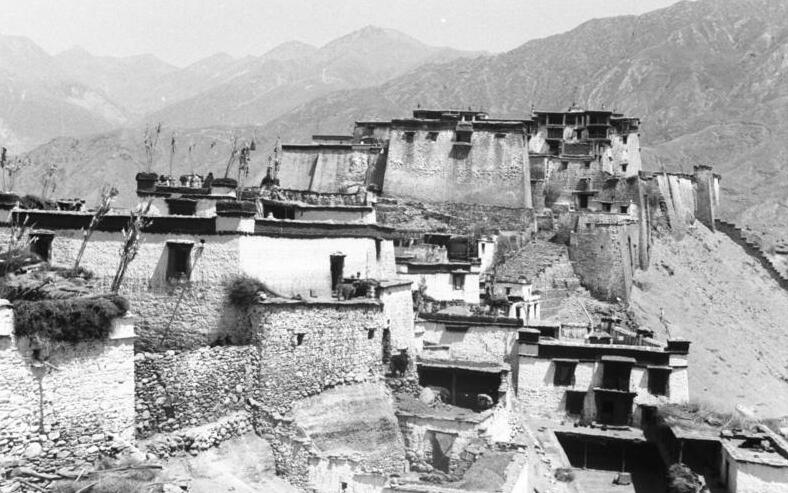
Dzong von Rinpung (Deutsche Tibet-Expedition 1938/39)

Die Rinpungpa-Dynastie bzw. kurz Rinpungpa (tib.: rin spungs pa; ca. 1478 bis 1565) war eine säkulare tibetische Herrschaft in Zentraltibet, die vom späteren 15. Jahrhundert bis ins 16. Jahrhundert weite Teile Westtibets und Teile Zentraltibets kontrollierte. Der Sitz des Herrscherhauses lag im heutigen Kreis Rinpung von Shigatse. Später löste die säkulare Tsangpa-Herrschaft die der 1349 von Changchub Gyeltshen gegründeten säkularen Phagmodrupa und der Rinpungpa ab.
Ursprünglich waren die Rinpungpa Lehnsherren von Rinpung (rin spungs) in Tsang (West-Zentral-Tibet), die Familie zog aus einer Familienfehde innerhalb der Phagmodrupa-Dynastie in den Jahren 1434–35 Vorteile und nahm die bedeutende Stätte Samdrubtse (bsam grub rtse, i. e. Samzhubzê) ein. Die Mitglieder der Familie waren Patrone der Karma-Kagyü-Schule des tibetischen Buddhismus, die mit den Gelugpa verfeindet waren. Während sie die Phagmodrupa weiterhin anerkannten, bauten sie in der Folge eine starke Position auf und trugen – wie die Phamodrupa-Herrscher – den Titel Desi (Regent). Der Rinpungpa-Herrscher Ngawang Jigme Dragpa (ngag dbang 'jigs med grags pa) wurde schließlich 1565 von Karma Tsheten (Shingshapa Tsheten Dorje) besiegt und die neue Tsangpa-Dynastie gegründet.

## Geschichte
Der 5. Phagdru Desi (phag gru sde srid)-Herrscher (srid dbang) Dragpa Gyeltshen (grags pa rgyal mtshan; 1374–1440) setzte Namkha Gyeltshen (nam mkha' rgyal mtshan) in das Amt des Distriktgouverneurs ("Kreisvorstehers") (rdzong dpon) von Rinpung ein und zugleich ernannte er ihn zum Sakya Pönchen (sa skya dpon chen) und zum Führer (khri dpon) der Chumig (chu mig)-Zehntausendschaft. Danach unterstützte Rinpung Künsang (rin spungs kun bzang) die Sakya-Schule. Im Jahr 1449 gründete er in Dreyül ( 'bras yul) das monastische Kolleg (bshad grwa) Kyemotshel ( 'bras yul skyed mo tshal), 1478 gründete er das Kloster Tanag Thubten Namgyel (rta nag thub bstan rnam rgyal), sein Sohn Dönyö Dorje (don yod rdo rje) griff 1481 Zentraltibet (dbus) an, er ersetzte den Hauptteil der Phagdru-Regierung in Nêdong (sne'u gdong). 1490 half er dem Rothut-Lama Chödrag Yeshe (chos grags ye shes; 1453–1524) – dem 4. Shamarpa (zhwa dmar pa) – bei der Gründung des Klosters Yangpachen (yangs pa can), des zukünftigen Sitzes dieser bedeutenden Trülku-Linie der Karma-Kagyü-Schule (karma bka' brgyud). Die Rinpung-Herrschaft währte bis 1565, als sie von ihrem Beamten Shingshapa Tsheten Dorje (zhing shag pa tshe brtan rdo rje) (siehe Artikel Tsangpa-Dynastie) gestürzt wurde.

## Herrscher (Übersicht)
Die Tabelle liefert folgende Angaben: (a) tib. Namen in deutscher Schreibung, (b) Umschrift nach Wylie, (c) chinesische Schreibung mit vorangestelltem Pinyin, (d) Dauer der Herrschaft, (e)  Antrittsjahr der Herrschaft.
- Namkha Gyeltshen (nam mkha' rgyal mtshan[7]) (8 Jahre, ab 1408)
- Namkha Gyelpo (nam mkha' rgyal po[8]) (10 Jahre, ab 1416[9])
- Norbu Sangpo (nor bu bzang po[10]) (49 Jahre, ab 1426)
- Künsangpa (kun bzang pa[11]) (15 Jahre, ab 1475)
- Dönyö Dorje (don yod rdo rje[12]) (37 Jahre, ab 1490)
- Ngawang Dragjig[13] (ngag dbang grags 'jigs[14]) (38 Jahre, ab 1527)